# 绿背织雀属
绿背织雀属（学名：Nesocharis）是雀形目梅花雀科的一属，分布于非洲。属下物种有：
- 白领绿背织雀
- 小绿背织雀
- 灰头绿背织雀